# Halichondria cornuloides
Halichondria cornuloides är en svampdjursart som beskrevs av Burton 1954. Halichondria cornuloides ingår i släktet Halichondria och familjen Halichondriidae.
Artens utbredningsområde är Grönland. Inga underarter finns listade i Catalogue of Life.